# Селехово (Костромська область)
Селехово (рос. Селехово) — присілок в Галицькому районі Костромської області Російської Федерації.
Населення становить 40 осіб. Входить до складу муніципального утворення Орєховське сільське поселення.

## Історія
У 1936-1944 року населений пункт перебував у складі Ярославської області. Від 1944 належить до Костромської області.
Від 2007 року входить до складу муніципального утворення Орєховське сільське поселення.

## Населення
| 2008 | 2010 | 2012 | 2014 |
| ---- | ---- | ---- | ---- |
| 45   | ↘33  | ↗45  | ↘40  |